# Subscribe to Open
Subscribe to Open (S2O) és un model econòmic utilitzat per revistes acadèmiques revisades per parells per oferir als lectors accés obert al contingut de la revista, sense cobrar costos als autors. S2O converteix les revistes que tenen un model de subscripció tradicional en accés obert.
Quan es demana a les biblioteques acadèmiques subscrites a una revista que renovin les seves subscripcions a la revista, se'ls informa que, amb el suport de les biblioteques, la revista tindrà accés obert a tots els lectors, mentre que els autors podran publicar-hi sense cap cost addicional. Si es renoven suficients biblioteques en aquests termes, la revista es converteix en accés obert i, si no, l'accés a la revista romandrà restringit a les biblioteques subscrites.

## Antecedents
El terme «Open Access» (OA, «Accés Obert») es va encunyar per primera vegada el desembre de 2001 en una crida per a un major accés als articles de revistes acadèmiques, que estaven disponibles principalment mitjançant subscripcions. Declaracions influents com la Iniciativa d'Accés Obert de Budapest (Budapest Open Access Initiative, BOAI) el 14 de febrer de 2002, han reclamat la millora de la circulació de la investigació mitjançant l'accés obert a revistes acadèmiques. Des d'aleshores, s'han desenvolupat més d'una vintena de models financers com a alternatives al model de subscripció tradicional, començant amb els autors que pagaven els càrrecs de processament d'articles a BioMed Central el 2002.
El model Subscribe to Open (S2O) es va introduir per primera vegada el 2017 per l'editorial Annual Reviews en consulta amb Raym Crow i amb una subvenció de la Fundació Robert Wood Johnson. S2O es va presentar com «un enfocament pràctic per convertir revistes de subscripció a accés obert».

## Funcionament
El model financer de Subscribe to Open per a l'accés obert a la recerca revisada per parells es basa en un contracte de garantia mútua. Els contractes de garantia mútua s'utilitzen per crear béns públics aconseguint suport financer per a aquests béns. Sota S2O, les biblioteques ajuden a crear un bé públic universalment obert tant als lectors com als autors, mitjançant subscripcions. «Si totes les biblioteques continuen subscrivint-se, llavors aquestes biblioteques no només tindran accés al contingut per als seus usuaris, sinó que [les revistes] també faran que el contingut estigui obertament disponible per als no subscriptors».
- Procés de decisió en Subscribe to Open

Igual que amb el model de subscripció tradicional, els preus de la revista S2O i les opcions de subscripció s'anuncien amb un any d'antelació durant un o més dels anys següents. Si hi ha prou biblioteques acadèmiques que accepten subscriure's sota el model S2O, el contingut de la revista està obert a tots els lectors. Si l'editor considera que un nombre insuficient d'institucions participen en l'oferta S2O, el contingut pot romandre (o tornar a estar) limitat als subscriptors.

## Avantatges i inconvenients
Els avantatges de S2O respecte d'altres models de publicació d'accés obert, com ara «llegir i publicar acords», inclouen minimitzar les interrupcions, reduir la gestió i l'administració de dades, utilitzar estructures existents, com ara agències de subscripció, i operar dins dels compromisos pressupostaris actuals de la biblioteca acadèmica.
Alguns editors S2O poden oferir incentius a les biblioteques de subscripció per renovar-les segons els termes de S2O, com ara tarifes de subscripció amb descompte o una disponibilitat millorada del volum posterior. Els incentius poden contrarestar el repte de la sostenibilitat del free-rider, que pot acompanyar els contractes de garantia mútua, i és la preocupació més freqüent sobre la viabilitat de S2O.
S2O no es presenta com una donació, sinó com «una oferta empresarial categòrica dins del procés de subscripció existent de la revista» que apel·la a l'interès econòmic de les biblioteques. En una enquesta a acadèmics (inclosos bibliotecaris), de 27 països, el 44% dels enquestats va considerar que «les seves administracions els permetrien participar en S2O», mentre que la majoria va considerar que caldria més informació abans d'aprovar aquesta mesura.
També s'ha plantejat la preocupació sobre si aquest model pot donar suport a l'augment de les subscripcions i el creixement financer dels editors, si el model serà vulnerable a canvis ràpids i pressions pressupostàries, com accedir al suport editorial dels organismes de finançament, el potencial de llançar noves revistes, i el tipus de mètriques que serien útils per als administradors i bibliotecaris.

## Impacte
Introduït el 2017, el 2023, S2O ha estat emprat per 15 editors, oferint més de 150 revistes en accés obert. L'any 2022, només un editor havia retirat una oferta S2O, a causa del que consideraven que no era suficient suport de la biblioteca per al model. Els editors, els bibliotecaris interessats, els finançadors i les organitzacions relacionades han format la Comunitat de Pràctica S2O, que entre altres activitats va encarregar una enquesta a bibliotecaris acadèmics i altres sobre les percepcions de S2O.
Pel que fa als lectors de revistes, l'Anual Review of Public Health (ARPH), que va ser el primer títol que va implementar S2O, va tenir un ús vuit vegades superior des del maig del 2016 fins al maig del 2019. Durant el mateix període, els nivells d'ús de les revisions anuals de les revistes de subscripció tradicionals es van mantenir relativament sense canvis. El nombre de països que accedeixen a l'ARPH va augmentar de 57 a 137 durant aquest període. Pel que fa al valor percebut del model entre les editorials, una enquesta a 102 editorials de la societat acadèmica, realitzada el 2019, va concloure que els «acords transformadors, inclosos models com Subscribe to Open, van sorgir com els enfocaments més prometedors» perquè «ofereixen una perspectiva previsible, corrent de finançament constant». S2O es va destacar com a únic en posicionar «l'editor com el coreògraf del canvi».
A la recerca d'un model d'accés obert viable, l'Associació Internacional de l'Aigua (International Water Association, IWA) va experimentar inicialment amb un model de càrrec per processament d'articles (APC) per a dues de les seves revistes, així com va negociar acords de lectura i publicació. IWA va trobar que, tot i que va augmentar l'impacte, el model APC va reduir els ingressos de les revistes a nivells insostenibles. Els acords de lectura i publicació van consumir molt de temps i van ser difícils de concertar. El 2021, IWA va oferir les deu revistes de subscripció sota un model de subscripció a Open. Amb S2O, IWA va assolir el seu objectiu d'ingressos per obrir totes les seves revistes i va veure un «augment sense precedents» en el seu ús.
S2O ha estat avalat per CoAlition S, un grup de finançadors de recerca nacionals, fundacions benèfiques i organitzacions europees i internacionals, que ofereix «una ruta ràpida d'accés obert que és aplicable a la recerca de totes les disciplines i tots els països». S2O ha inspirat models semblants per a monografies i llibres a través de MIT Press (Direct to Open, D2O) i de Central European University Press (Opening the Future).

## Publicacions S2
- Amsterdam University Press.[25]
- Annual Reviews.[1][26]
- Berghahn Books.[27]
- Brepols.[28]
- De Gruyter.[29]
- Duncker & Humblot.[30]
- EDP Sciences.[2][31]
- EMS Press (Societat Europea de Matemàtiques).[32]
- IWA Publishing (Associació Internacional de l'Aigua).[21]
- Liverpool University Press.[33]
- Mathematical Sciences Publishers.[34]
- Pluto Journals.[35]
- University of Toronto Press, The Journal of City Climate Policy and Economy (JCCPE).[36]